# Micael Galvão
Micael Ferreira Galvão, más conocido como Mica Galvão (Manaos, Brasil; 8 de octubre de 2003), es un grappler de sumisión y cinturón negro en Luta Livre y en jiu-jitsu brasileño. Altamente condecorado desde su juventud, compitiendo comúnmente con rivales mayores, Galvão fue promovido a cinturón negro en 2021, un récord de edad a los 17, menos de 3 años después de conseguir su cinturón azul. Un año después, Galvão ganó el Campeonato Mundial de Jiu-Jitsu de la IBJJF de 2022, convirtiéndose en el campeón mundial de jiu-jitsu en cinturón negro más joven de la historia.

## Primeros años
Micael Ferreira Galvão nació el 8 de octubre de 2003, en Manaos, Brasil. Su padre Melquisedeque Galvão, conocido como Melqui Galvão, investigador jefe de un escuadrón anti-secuestros del Departamento de Policía de Manaos, y cinturón negro en jiu-jitsu brasileño y Luta Livre.El abuelo de Galvão fue conocido muy conocido como instructor de kung fu. Entrenado por su padre, la primera competición de jiu-jitsu brasileño de Galvão ocurrió a los 4 años. Unos años después, cuando tenía 10 años, Galvão empezó a entrenar Lutra Livre, Galvão también entrenó Judo y Freestyle Wrestling. En febrero de 2011, su padre empezó Projeto Nandinho,un programa para niños y adolescentes de bajos ingresos, con el fin de que puedan entrenar jiu-jitsu brasileño, la academia estaba ubicada en su garaje, para luego volverse parte del proyecto Dream Art, otro programa para jóvenes atletas apoyado por Alliance Jiu Jitsu en la región de Amazonas.
Junto con su hermana Sammi, los hermanos dominaron rápidamente todas las competiciones principales en las Amazonas y Brasil. En el Campeonato de Jiu-Jitsu de la Amazonia de 2015,  Galvao sometió a todos sus oponentes para ganar un título del Campeonato de la Amazonia por décima quinta vez. En julio de 2015, Galvão y su hermana salieron del país por primera vez, para participar en el Campeonato de Jiu-Jitsu Nacional de Estados Unidos que ocurrió en Las Vegas.
Los hermanos Galvão se hicieron conocidos en el circuito regional por someter a oponentes mayores y más pesados durante las súper peleas. En uno de esos combates, a los 13 años de edad, Galvao sometió a cinturón marrón de 25 años con récord provado. A los 15 años, Galvão fue promovido a cinturón azul, ganando el IBJJF Kids Pan de 2017; un mes después, durante el torneo Copa Podio Orange League Event donde los jóvenes enfrentar a experimentados grapplers, Galvão sometió a Leandro Rounaud, un ex-campeón en cinturón negro del Manaus Open de la IBJJF. En enero, Galvão ganó el Campeonato de Jiu-Jitsu Europeo de la IBJJF llevado a cabo en Portugal, en la división juvenil en cinturón azul. En agosto de 2019,  Galvão ganó el Campeonato Internacional de Abu Dhabi, llevado a cabo en Manaos, en la división juvenil en cinturón azul mientras que su hermana Sammi ganó la el campeonato femenino de -70 kilogramos como cinturón púrpura.
Luego de cumplir los 16, Galvão fue promovido a cinturón púrpura, competiendo como adulto, ganó el Abu Dhabi Grand Slam 2019–2020 – Abu Dhabi, en menos de un año fue promovido a cinturón marrón. En abril de 2021, ganó el Abu Dhabi Grand Slam 2020–2021 – Abu Dhabi en la división de -77 kilogramos. En mayo de 2021 Galvão, participó en Who's Number 1 (WNO), derrotando al Campeón Mundial en No-Gi y veterno de ADCC Dante Leon por decisión unánime. En junio de 2021, se anunció que Fight Sports se había asociado con el proyecto de Melqui Galvao en Brasil, proveyendo un programa de intercambio entre sus cuarteles generales en Miami y su localización en Manaos. Galvão anunció que él estaría representando al Fight Sports en las futuras competencias. Ese mismo año, como cinturón marrón, Galvão ganó el Abu Dhabi Grand Slam World Pro y el Campeonato Panamericano en No Gi de la IBJJF en la categoría de peso mediano.

## Carrera como cinturón negro
El 9 de julio de 2021, Galvão fue promovido a cinturón negro por su padre, Melqui Galvão, en su academia. Galvão se convirtió en la cinturón negro más joven de la historia del jiu-jitsu brasileño. En octubre ganó el  Abu Dhabi Grand Slam 2021–2022 Río De Janeiro, ganando todas sus peleas por sumisión. En noviembre de 2021, Galvão se convirtió en el atleta más joven en competir en AJP World Pro championship como cinturón negro, luego se convirtió en el convertidor más joven en ganar el evento luego de someter a todos sus oponentes en la división de 77 kilogramos.
Tras derrotar a Carlos Andrade en el Curitiba Open, un torneo que presenta a competidores brasileños de alto nivel, Galvão sostuvo un récord de 12 victorias por sumisión seguidas. En septiembre de 2021, Galvão perdió un combate en no-Gi ante Tye Ruotolo por decisión divivida en WNO Championship. En febrero de 2022, Galvão ganó  los Trials de Brasil de ADCC sometiendo a todos sus oponentes, consiguiendo 6 victorias, 5 sumisiones y 1 descalificación, asegurando un lugar en el Campeón Mundial de ADCC de 2022, el torneo de grappling más grande del mundo, en la categoría de 77 kilos.
En april de 2022, Galvão compitió en BJJ Stars 8 Middleweight GP, uno de los más grandes y prestigiosos eventos de jiu-jitsu; Galvão ganó el primer combate contra el múltiples veces campeón mundial Leandro Lo por decisión dividida, la semifinal contra Mauricio Oliveira por sumisión (Abandono por lesión) y ganó la final contra Lucas "Hulk" Barbosa, un dos veces campeón mundial (Gi y No-Gi), Galvão lo venció con un Bow and Arrow Choke.
En junio de 2022 competiendo en el Campeonato Mundial como cinturón negro for primera vez, Galvão se convirtió, a los 18 años, en el campeón mundial de jiu-jitsu más joven luego de derrotar a Tye Ruotolo en la final de peso ligero.

## Resumen competitivo en Jiu-Jitsu Brasileño
Principales logros (Cinturón negro):
- Campeón de BJJ STARTS GP MIDDLEWEIGHT (2022)
- Campeón de la IBJJF (2022[28])
- Campeón Nacional de Brasil de CBJJ (2022)
- Campeón de los Trials de Brasil de ADCC (2021)
- Campeón Mundial Pro de AJP Abu Dhabi (2021)
- Campeón de AJP Grand Slam (2021)
- Segundo lugar en el Campeonato de WNO (2021)

Principales logros (Cinturones de colores):
- Campeón Panamericano de la IBJJF en No-Gi (Marrón 2021)
- Campeón Mundial Pro de AJP (2021 brown)
- Ganador del Calificatorio de AJP de Brasil (2021 brown)
- Campeón de AJP (Púrpura 2020, Marrón 2021)
- Segundo lugar en el Campeonato de WNO (2021)

Principales logros (Juvenil):
- Campeón Juvenil de la IBJJF (2019[29])
- Campeón Juvenil Panamericano de la IBJJF (2019[29])
- Campeón Juvenil Europeo de la IBJJF (2019[29])
- Campeón Juvenil Sudamericano de la IBJJF (2019[29])
- Campeón Juvenil Nacional de Brasil de CBJJ (2019[29])
- Campeón Júnior de los Nacionales de BJJ de Brasil (2015)
- Campeón Adolescente de los Nacionales de Brasil de BJJ (2016)

## Linaje de instrucción
Carlos Gracie > Helio Gracie > Royler Gracie > Augusto Monteiro > Ronnie Melo > Melquisedeque Galvão > Micael Galvão

## Vida personal
Galvão ha declarado que se hizo vegano basado en una preocupación por los animales. Afirma que esta dieta ha beneficiado su rendimiento deportivo, presuntamente.